# The Hit Parade
The Hit Parade è il quinto album del gruppo musicale giapponese Puffy AmiYumi, pubblicato nel febbraio 2002

## Descrizione
Il disco è un album di cover di hit degli anni Settanta e Ottanta. L'album si è piazzato alla posizione 10 della Japanese Albums Chart.

## Tracce
1. "Image Down" (Original artist: Boowy)
2. "Hurricane" (Original artist: Chanels)
3. "Ai ga Tomaranai - Turn It Into Love -" (Original artist: Wink. "Ai ga Tomaranai", is itself a cover of Kylie Minogue's "Turn It into Love")
4. "Cherry" (Original artist: Spitz)
5. "High-Teen Boogie" (Original artist: Masahiko Kondo)
6. "Aishuu Deito" (Original artist: Toshihiko Tahara. "Aishuu Deito", which is itself a cover of Leif Garrett's "New York City Nights") )
7. "Aoi Namida" (Original artist: Jiro Mita)
8. "Hito ni Yasashiku" (Original artist: The Blue Hearts)
9. "Choushou" (Original artist: Takeshi Kitano)
10. "Kakkoman Boogie" (Original artist: Downtown Boogie Woogie Band)